# سباق أمستل الذهبي 2016
سباق أمستل الذهبي 2016 هو سباق دراجات هوائية أقيم بتاريخ 17 أبريل 2016، تكون السباق من مرحلة واحدة وامتدّ لمسافة 248. 7 كم بسرعة 39.5 كم/س، استغرق السباق 6 ساعة 18 دقيقة 02 ثانية. فاز به الإيطالي إنريكو جاسباروتو.

## الترتيب
| م                     | الدرّاج           | البلد   | الزمن                    |
| --------------------- | ---------------- | ------- | ------------------------ |
| الفائز بالترتيب العام | إنريكو جاسباروتو | إيطاليا | 6 ساعة 18 دقيقة 02 ثانية |

## روابط خارجية
- سباق أمستل الذهبي 2016 على موقع إحصائيات الدراجات الإحترافية (الإنجليزية)